# Exatlon Hungary (negyedik évad)
Az Exatlon Hungary című extrémsport vetélkedő negyedik All Star évada 2022. január 3-án vette kezdetét a TV2-n. Három évad után Palik László otthagyta a műsort, helyét Monoki Lehel vette át. Nagy Réka lett ebben az évadban a műsor riportere, aki Gelencsér Tímea helyét vette át.
A TV2 2021. december 15-én bejelentette a sportreality új évadának szereplőit.
Az évad utolsó része 2022. április 10-én volt. Az évadot Szente Gréta és Jósa Danny nyerte, így ők vihették el a 15-15 millió forintot.

## Versenyzők
| #   | Előző helyezés | Előző évad | Versenyzők                          | Csapat   | Play-Offs       | Medálok száma | Karkötők száma | Végeredmény  | Teljesített futamok | Végleges statisztika |
| --- | -------------- | ---------- | ----------------------------------- | -------- | --------------- | ------------- | -------------- | ------------ | ------------------- | -------------------- |
| 01° | 01°            | 3          | Szente Gréta 20, Székesfehérvár     | Kihívók  | Exatlon Hungary | 3             | 1 (4)          | 1. Helyezett | 129                 | 60%                  |
| 01° | 03°            | 3          | Jósa Dániel 36, Budapest            | Bajnokok | Exatlon Hungary | 0 (1)         | 0 (3)          | 1. Helyezett | 118                 | 63%                  |
| 02° | 01°            | 2          | Dr. Busa Gabriella 33, Szeged       | Bajnokok | Exatlon Hungary | 4             | 0 (3)          | 2. Helyezett | 161                 | 59%                  |
| 02° | 01°            | 3          | Herczeg-Kis Bálint 19, Kecskemét    | Kihívók  | Exatlon Hungary | 6             | 1 (4)          | 2. Helyezett | 164                 | 60%                  |
| 03° | 31°            | 3          | Nagy Dániel 31, Budapest            | Kihívók  | Exatlon Hungary | 2             | 0 (6)          | 3. Helyezett | 78                  | 58%                  |
| 03° | 09°            | 2          | Besenyei Boglárka 25, Kazincbarcika | Kihívók  | Exatlon Hungary | 2 (4)         | 1 (4)          | 3. Helyezett | 99                  | 60%                  |
| 04° | 02°            | 2          | Pap Dorka 20, Nyíregyháza           | Kihívók  | Exatlon Hungary | 0 (2)         | 1 (4)          | 4. Helyezett | 118                 | 53%                  |
| 04° | 11°            | 3          | Somhegyi Krisztián 27, Budapest     | Bajnokok | Exatlon Hungary | 4             | 0 (3)          | 4. Helyezett | 167                 | 59%                  |
| 05° | 20°            | 1          | Rozs Gergely 30, Pákozd             | Kihívók  | Exatlon Hungary | 0 (3)         | 0 (3)          | 5. Helyezett | 131                 | 51%                  |
| 05° | 09°            | 3          | Ujvári Izabella 27, Budapest        | Bajnokok | Exatlon Hungary | 0 (1)         | 0 (3)          | 5. Helyezett | 137                 | 56%                  |
| 11° | 03°            | 2          | Kempf Zozo 25, Gyula                | Bajnokok |                 | 0 (2)         | 1 (4)          | 18. Kiesett  | 139                 | 56%                  |
| 12° | 20°            | 3          | Tóth Janka 23, Budapest             | Bajnokok | 0 (1)           | 2 (5)         | 17. Kiesett    | 114          | 51%                 |                      |
| 13° | 16°            | 1          | Kása András 45, Agárd               | Kihívók  | 0               | 2             | 16. Kiesett    | 92           | 45%                 |                      |
| 14° | 01°            | 1          | Huszti Katalin 36, Cegléd           | Kihívók  | 0 (2)           | 2             | 15. Kiesett    | 125          | 52%                 |                      |
| 15° | 04°            | 2          | Tóth Dávid 37, Székesfehérvár       | Bajnokok | 0               | 0             | 14. Kiesett    | 42           | 31%                 |                      |
| 16° | 03°            | 2          | Szabó Dorottya 32, Gödöllő          | Bajnokok | 0 (1)           | 0             | 13. Kiesett    | 87           | 51%                 |                      |
| 17° | 11°            | 1          | Provoda Jodes 31, Budapest          | Kihívók  | 0               | 1             | 12. Kiesett    | 32           | 25%                 |                      |
| 18° | 13°            | 1          | Salander Dorina 27, Szentgotthárd   | Kihívók  | 0               | 1             | 11. Kiesett    | 92           | 43%                 |                      |
| 19° | 10°            | 3          | Virág András 31, Kecskemét          | Bajnokok | 0 (1)           | 0             | 10. Kiesett    | 58           | 57%                 |                      |
| 20° | 06°            | 1          | Rákóczi Renáta 34, Kartal           | Bajnokok | 0               | 0             | 9. Kiesett     | 75           | 28%                 |                      |
| 21° | 02°            | 2          | Adu László Dániel 22, Budapest      | Kihívók  | 0               | 0             | 8. Kiesett     | 13           | 46%                 |                      |
| 22° | 09°            | 1          | Ungvári Miklós 41, Cegléd           | Bajnokok | 0               | 0             | 7. Kiesett     | 30           | 13%                 |                      |
| 23° | 12°            | 2          | Novák Zalán 28, Balatonszárszó      | Kihívók  | 0               | 0             | 6. Kiesett     | 13           | 38%                 |                      |
| 24° | 04°            | 2          | Derzsi Viktória 29, Budapest        | Kihívók  | 0               | 0             | 5. Kiesett     | 0            | 0%                  |                      |
| 25° | 08°            | 1          | Molnár-Thomka Hanna 27, Nagykanizsa | Kihívók  | 0               | 0             | 4. Kiesett     | 35           | 46%                 |                      |
| 26° | 05°            | 1          | Mischinger Péter 37, Budapest       | Kihívók  | 0               | 0             | 3. Kiesett     | 38           | 50%                 |                      |
| 27° | 19°            | 2          | Kocsis Alexandra 31, Oroszlány      | Bajnokok | 0               | 0             | 2. Kiesett     | 15           | 13%                 |                      |
| 28° | 02°            | 1          | Esztergályos Patrik 24, Tatabánya   | Bajnokok | 0               | 0             | 1. Kiesett     | 5            | 60%                 |                      |

## Összesített eredmény
| – Továbbjutott versenyző a csapatversenyek során |
| – Továbbjutott versenyző az egyéni játékban      |
| – Vezető versenyző                               |
| – A versenyző feladta                            |
| – Sérülés vagy betegség miatt hazaküldve         |
| – Kiesett versenyző                              |
| – Párbaj ellenfél                                |
| – 2.helyezett versenyző                          |
| – Győztes versenyző                              |

| Versenyző | Versenyző | 1. Hét        | 2. Hét        | 3. Hét        | 4. Hét        | 5. Hét                | 6. Hét        | 7. Hét        | 8. Hét        | 9. Hét                | 10. Hét      | 11. Hét       | 11. Hét       | 12. Hét       | 12. Hét       | 13. Hét               | 13. Hét               | 14. Hét      | 14. Hét      | 14. Hét      | 14. Hét     |
| Versenyző | Versenyző | Január 3-7    | Január 10-14  | Január 17-21  | Január 24-28  | Január 31 - Február 4 | Február 7-11  | Február 14-18 | Február 21-25 | Február 28- Március 4 | Március 7-11 | Március 14-18 | Március 14-18 | Március 21-25 | Március 21-25 | Március 28- Április 1 | Március 28- Április 1 | Április 4-8  | Április 4-8  | Április 4-8  | Április 10  |
| --------- | --------- | ------------- | ------------- | ------------- | ------------- | --------------------- | ------------- | ------------- | ------------- | --------------------- | ------------ | ------------- | ------------- | ------------- | ------------- | --------------------- | --------------------- | ------------ | ------------ | ------------ | ----------- |
|           | Gréta     | Továbbjutott  | Korpa         | Korpa         | Korpa         | Korpa                 | Korpa         | Korpa         | Továbbjutott  | Korpa                 | Korpa        | Továbbjutott  | Továbbjutott  | Vezető        | Vezető        | Továbbjutott          | Továbbjutott          | Továbbjutott | Továbbjutott | Továbbjutott | Győztes     |
|           | Danny     | Nem Szerepelt | Nem Szerepelt | Vezető        | Továbbjutott  | Továbbjutott          | Vezető        | Korpa         | Párbajozó     | Korpa                 | Vezető       | Vezető        | Vezető        | Továbbjutott  | Továbbjutott  | Vezető                | Vezető                | Párbajozó    | Párbajozó    | Párbajozó    | Győztes     |
|           | Gabriella | Korpa         | Korpa         | Korpa         | Továbbjutott  | Továbbjutott          | Korpa         | Korpa         | Korpa         | Korpa                 | Korpa        | Korpa         | Korpa         | Továbbjutott  | Továbbjutott  | Korpa                 | Korpa                 | Továbbjutott | Továbbjutott | Párbajozó    | 2.Helyezett |
|           | Bálint    | Továbbjutott  | Korpa         | Vezető        | Vezető        | Korpa                 | Korpa         | Korpa         | Továbbjutott  | Vezető                | Korpa        | Továbbjutott  | Továbbjutott  | Korpa         | Korpa         | Továbbjutott          | Továbbjutott          | Továbbjutott | Továbbjutott | Továbbjutott | 2.Helyezett |
|           | Dániel    | Nem Szerepelt | Nem Szerepelt | Nem Szerepelt | Nem Szerepelt | Nem Szerepelt         | Nem Szerepelt | Korpa         | Továbbjutott  | Korpa                 | Korpa        | Továbbjutott  | Továbbjutott  | Korpa         | Korpa         | Továbbjutott          | Továbbjutott          | Továbbjutott | Továbbjutott | Kiesett      |             |
|           | Boglárka  | Nem Szerepelt | Nem Szerepelt | Korpa         | Korpa         | Vezető                | Vezető        | Vezető        | Továbbjutott  | Korpa                 | Vezető       | Továbbjutott  | Továbbjutott  | Párbajozó     | Korpa         | Továbbjutott          | Továbbjutott          | Párbajozó    | Párbajozó    | Kiesett      |             |
|           | Dorka     | Továbbjutott  | Párbajozó     | Korpa         | Korpa         | Párbajozó             | Korpa         | Párbajozó     | Továbbjutott  | Korpa                 | Korpa        | Továbbjutott  | Továbbjutott  | Korpa         | Korpa         | Továbbjutott          | Továbbjutott          | Továbbjutott | Kiesett      |              |             |
|           | Krisztián | Párbajozó     | Korpa         | Korpa         | Továbbjutott  | Továbbjutott          | Korpa         | Vezető        | Vezető        | Vezető                | Párbajozó    | Korpa         | Korpa         | Továbbjutott  | Továbbjutott  | Korpa                 | Párbajozó             | Továbbjutott | Kiesett      |              |             |
|           | Gergő     | Továbbjutott  | Korpa         | Korpa         | Korpa         | Korpa                 | Korpa         | Korpa         | Továbbjutott  | Korpa                 | Korpa        | Továbbjutott  | Továbbjutott  | Korpa         | Párbajozó     | Továbbjutott          | Továbbjutott          | Kiesett      |              |              |             |
|           | Izabella  | Vezető        | Vezető        | Korpa         | Továbbjutott  | Továbbjutott          | Korpa         | Párbajozó     | Korpa         | Párbajozó             | Korpa        | Korpa         | Korpa         | Továbbjutott  | Továbbjutott  | Párbajozó             | Korpa                 | Kiesett      |              |              |             |
|           | Zozo      | Korpa         | Korpa         | Korpa         | Továbbjutott  | Továbbjutott          | Korpa         | Korpa         | Korpa         | Korpa                 | Korpa        | Korpa         | Párbajozó     | Továbbjutott  | Továbbjutott  | Korpa                 | Kiesett               |              |              |              |             |
|           | Janka     | Nem Szerepelt | Nem Szerepelt | Vezető        | Továbbjutott  | Továbbjutott          | Korpa         | Korpa         | Korpa         | Párbajozó             | Korpa        | Párbajozó     | Korpa         | Továbbjutott  | Továbbjutott  | Kiesett               |                       |              |              |              |             |
|           | András    | Továbbjutott  | Korpa         | Korpa         | Korpa         | Korpa                 | Párbajozó     | Korpa         | Továbbjutott  | Korpa                 | Párbajozó    | Továbbjutott  | Továbbjutott  | Korpa         | Kiesett       |                       |                       |              |              |              |             |
|           | Katalin   | Továbbjutott  | Korpa         | Korpa         | Korpa         | Korpa                 | Korpa         | Korpa         | Továbbjutott  | Párbajozó             | Korpa        | Továbbjutott  | Továbbjutott  | Kiesett       |               |                       |                       |              |              |              |             |
|           | Dávid     | Nem Szerepelt | Nem Szerepelt | Nem Szerepelt | Nem Szerepelt | Nem Szerepelt         | Nem Szerepelt | Nem Szerepelt | Korpa         | Korpa                 | Párbajozó    | Korpa         | Kiesett       |               |               |                       |                       |              |              |              |             |
|           | Dorottya  | Korpa         | Korpa         | Korpa         | Továbbjutott  | Továbbjutott          | Korpa         | Korpa         | Korpa         | Korpa                 | Korpa        | Kiesett       |               |               |               |                       |                       |              |              |              |             |
|           | Jodes     | Nem Szerepelt | Nem Szerepelt | Nem Szerepelt | Nem Szerepelt | Nem Szerepelt         | Nem Szerepelt | Nem Szerepelt | Továbbjutott  | Korpa                 | Kiesett      |               |               |               |               |                       |                       |              |              |              |             |
|           | Dorina    | Továbbjutott  | Vezető        | Korpa         | Párbajozó     | Korpa                 | Korpa         | Párbajozó     | Továbbjutott  | Kiesett               |              |               |               |               |               |                       |                       |              |              |              |             |
|           | András    | Párbajozó     | Korpa         | Párbajozó     | Továbbjutott  | Továbbjutott          | Korpa         | Korpa         | Kiesett       |                       |              |               |               |               |               |                       |                       |              |              |              |             |
|           | Renáta    | Korpa         | Párbajozó     | Korpa         | Továbbjutott  | Továbbjutott          | Korpa         | Kiesett       |               |                       |              |               |               |               |               |                       |                       |              |              |              |             |
|           | László    | Nem Szerepelt | Nem Szerepelt | Korpa         | Korpa         | Korpa                 | Korpa         | Kiesett       |               |                       |              |               |               |               |               |                       |                       |              |              |              |             |
|           | Miklós    | Korpa         | Korpa         | Korpa         | Továbbjutott  | Továbbjutott          | Kiesett       |               |               |                       |              |               |               |               |               |                       |                       |              |              |              |             |
|           | Zalán     | Továbbjutott  | Korpa         | Korpa         | Korpa         | Korpa                 | Kiesett       |               |               |                       |              |               |               |               |               |                       |                       |              |              |              |             |
|           | Viktória  | Nem Szerepelt | Nem Szerepelt | Nem Szerepelt | Nem Szerepelt | Kiesett               |               |               |               |                       |              |               |               |               |               |                       |                       |              |              |              |             |
|           | Hanna     | Továbbjutott  | Párbajozó     | Korpa         | Kiesett       |                       |               |               |               |                       |              |               |               |               |               |                       |                       |              |              |              |             |
|           | Péter     | Továbbjutott  | Korpa         | Kiesett       |               |                       |               |               |               |                       |              |               |               |               |               |                       |                       |              |              |              |             |
|           | Alexandra | Korpa         | Kiesett       |               |               |                       |               |               |               |                       |              |               |               |               |               |                       |                       |              |              |              |             |
|           | Patrik    | Kiesett       |               |               |               |                       |               |               |               |                       |              |               |               |               |               |                       |                       |              |              |              |             |

## Csapatversenyek

### Villa játék
| Hét | Epizód | Nyertes csapat (Villa) | Vesztes csapat (Tábor) | Eredmény    | Pálya           | Jutalom / büntetés                                                         |
| --- | ------ | ---------------------- | ---------------------- | ----------- | --------------- | -------------------------------------------------------------------------- |
| 1   | 1      | Kihívók                | Bajnokok               | 10-8        | Tengeralattjáró | —                                                                          |
| 2   | 6      | Bajnokok               | Kihívók                | 10-7        | Konténer        | —                                                                          |
| 3   | 11     | Bajnokok               | Kihívók                | 14-9 (2-0)  | Toronyház       | Edzőterem a villában A tábor kulcsa egy homokkal teli zsákban van elrejtve |
| 4   | 16     | Kihívók                | Bajnokok               | 14-4 (2-0)  | Pálmasor        | 1. adás megtekintése                                                       |
| 6   | 26     | Kihívók                | Bajnokok               | 14-9 (2-0)  | Konténer        | —                                                                          |
| 7   | 31     | Bajnokok               | Kihívók                | 15-15 (2-1) | Nagycsúszda     | Videóüzenet a szerettektől                                                 |
| 8   | 36     | Bajnokok               | Kihívók                | 14-12 (2-1) | Toronyház       | —                                                                          |
| 9   | 41     | Bajnokok               | Kihívók                | 14-8 (2-0)  | Erő             | —                                                                          |
| 10  | 46     | Kihívók                | Bajnokok               | 12-15 (2-1) | Nagycsúszda     | A tábor kulcsát egy csótányokkal teli dobozból kell kihúzni.               |
| 11  | 51     | Kihívók                | Bajnokok               | 10-6        | Arany           | —                                                                          |
| 12  | 56     | Bajnokok               | Kihívók                | 10-5        | Erő             | Ajándék a szerettektől                                                     |
| 13  | 61     | Kihívók                | Bajnokok               | 10-7        | Toronyház       | A tábor kulcsát egy térkép segítségével kell megtalálni.                   |

### Élményjáték
| Hét | Epizód | Nyertes csapat | Eredmény    | Jutalom           | Pálya            |
| --- | ------ | -------------- | ----------- | ----------------- | ---------------- |
| 1   | 2      | Bajnokok       | 10-3        | Vizes álomprogram | Futópálya        |
| 3   | 12     | Kihívók        | 15-13 (2-1) | Kalandtúra        | Parkour          |
| 5   | 22     | Kihívók        | 14-8 (2-0)  | Adrenalin fröccs  | Toronyház        |
| 7   | 32     | Bajnokok       | 14-5 (2-0)  | Delfin kaland     | Tengeri platform |
| 9   | 42     | Bajnokok       | 14-6 (2-0)  | Farsangi buli     | Pálmasor         |
| 11  | 52     | Kihívók        | 10-3        | Cápakaland        | Tengeri platform |
| 12  | 57     | Bajnokok       | 10-5        | Luxus utazás      | Drótkötél        |
| 13  | 62     | Bajnokok       | 10-7        | Coco Bongo        | Erő              |

### ExaBall
| Hét | Epizód | Nyertes csapat | Eredmény   | Jutalom                                  | Pálya     |
| --- | ------ | -------------- | ---------- | ---------------------------------------- | --------- |
| 4   | 17     | Bajnokok       | 6-2 (2-0)  | Ügyességi eszközök                       | Exa-Aréna |
| 9   | 42     | Kihívók        | 9-6 (2-0)  | Karkötő a győztes csapat minden tagjának | Exa-Aréna |
| 11  | 52     | Kihívók        | 12-5 (2-0) | Karkötő a győztes csapat minden tagjának | Exa-Aréna |

### Ügyességi játék
| Hét | Epizód | Nyertes csapat | Eredmény | Jutalom                                  | Pálya     |
| --- | ------ | -------------- | -------- | ---------------------------------------- | --------- |
| 12  | 56     | Bajnokok       | 5-3      | Karkötő a győztes csapat minden tagjának | Exa-Aréna |
| 13  | 61     | Bajnokok       | 5-1      | Karkötő a győztes csapat minden tagjának | Exa-Aréna |

### Rajzatlon
| Hét | Epizód | Nyertes csapat | Eredmény | Jutalom                                  |
| --- | ------ | -------------- | -------- | ---------------------------------------- |
| 12  | 57     | Bajnokok       | 4-3      | Karkötő a győztes csapat minden tagjának |
| 13  | 62     | Kihívók        | 4-2      | Karkötő a győztes csapat minden tagjának |

### Előny játék
| Hét | Epizód | Nyertes csapat | Eredmény    | Előny | Pálya        |
| --- | ------ | -------------- | ----------- | --- | ------------ |
| 2   | 7      | Kihívók        | 10-9        | Az ellenfél -1 pontról indul.                                                                                                 | Mocsár       |
| 4   | 17     | Kihívók        | 14-3 (2-0)  | Csak a nyertes csapat választ ellenfelet az első körben.                                                                      | Exatlon City |
| 6   | 27     | Kihívók        | 14-11 (2-0) | A győztes csapat játékosai az első körben eggyel több dobóeszközt kapnak az ügyességi feladatnál.                             | Arany        |
| 8   | 37     | Bajnokok       | 14-8 (2-0)  | A győztes csapat játékosai "kiállíthatnak" egy női és egy férfi versenyzőt a vesztes csapatból az első és a második szettben. | Arany        |
| 10  | 47     | Bajnokok       | 15-8 (2-1)  | Csak a nyertes csapat választ ellenfelet az első két szettben.                                                                | Mocsár       |

### Medál játék
| Hét | Epizód | Férfi nyertes      | Női nyertes        | Pálya     |
| --- | ------ | ------------------ | ------------------ | --------- |
| 1   | 5      | Somhegyi Krisztián | Dr. Busa Gabriella | Építkezés |
| 2   | 10     | Herczeg-Kis Bálint | Huszti Katalin     | Építkezés |
| 3   | 15     | Herczeg-Kis Bálint | Szente Gréta       | Építkezés |
| 4   | 20     | Somhegyi Krisztián | Szabó Dorottya     | Parkour   |
| 5   | 25     | Rozs Gergely       | Szente Gréta       | Parkour   |
| 6   | 30     | Herczeg-Kis Bálint | Besenyei Boglárka  | Építkezés |
| 7   | 35     | Virág András       | Besenyei Boglárka  | Parkour   |
| 8   | 40     | Somhegyi Krisztián | Dr. Busa Gabriella | Építkezés |
| 10  | 50     | Herczeg-Kis Bálint | Pap Dorka          | Parkour   |
| 11  | 54     | Rozs Gergely       | Dr. Busa Gabriella | Építkezés |
| 12  | 59     | Kempf Zozo         | Huszti Katalin     | Építkezés |
| 13  | 64     | Herczeg-Kis Bálint | Besenyei Boglárka  | Parkour   |

### Csapatos medál játék
| Hét | Epizód | Nyertes csapat | Eredmény | Kinél használták fel a medált | Pálya     |
| --- | ------ | -------------- | -------- | ----------------------------- | --------- |
| 9   | 45     | Kihívók        | 7-5      | Salander Dorina               | Futópálya |

### Végjáték és Párbaj
| Hét | Epizód | Nyertes csapat | Eredmény    | Pálya            | Párbaj                    | Párbaj                  | Párbaj                  | Párbaj              | Párbaj   | Párbaj          | Párbaj             | Párbaj   | Párbaj               | Párbaj       |
| Hét | Epizód | Nyertes csapat | Eredmény    | Pálya            | Legjobb játékos(ok)       | Leggyengébb játékos(ok) | Leggyengébb játékos(ok) | Ellenfél(ek)        | Pontszám | Döntő           | Döntő              | Pontszám | Kieső                | Pálya        |
| --- | ------ | -------------- | ----------- | ---------------- | ------------------------- | ----------------------- | ----------------------- | ------------------- | -------- | --------------- | ------------------ | -------- | -------------------- | ------------ |
| 1   | 3-5    | Kihívók        | 10-6        | Nagycsúszda      | Ujvári Izabella           | Somhegyi Krisztián      | Virág András            | Esztergályos Patrik | 4-4-2    |                 |                    |          | Esztergályos Patrik  | Erő          |
| 1   | 3-5    | Kihívók        | 10-9        | Tengeri platform | Ujvári Izabella           | Somhegyi Krisztián      | Virág András            | Esztergályos Patrik | 4-4-2    |                 |                    |          | Esztergályos Patrik  | Erő          |
| 2   | 8-10   | Kihívók        | 10-5        | Tengerpart       | Ujvári Izabella           | Kocsis Alexandra        | Kocsis Alexandra        | Rákóczi Renáta      | 2-3      | Pap Dorka       | Kocsis Alexandra   | 4-2      | Kocsis Alexandra     | Exatlon City |
| 2   | 8-10   | Bajnokok       | 10-7        | Apokalipszis     | Salander Dorina           | Molnár- Thomka Hanna    | Molnár- Thomka Hanna    | Pap Dorka           | 3-1      | Pap Dorka       | Kocsis Alexandra   | 4-2      | Kocsis Alexandra     | Exatlon City |
| 3   | 13-15  | Kihívók        | 16-12 (2-1) | Arany            | Jósa Dániel és Tóth Janka | Virág András            | Mischinger Péter        |                     | 4-1      |                 |                    |          | Mischinger Péter     | Egyensúly    |
| 3   | 13-15  | Bajnokok       | 14-7 (2-0)  | Bánya            | Herczeg-Kis Bálint        | Virág András            | Mischinger Péter        |                     | 4-1      |                 |                    |          | Mischinger Péter     | Egyensúly    |
| 4   | 18-20  | Bajnokok       | 14-15 (2-1) | Erő              | Herczeg-Kis Bálint        | Molnár- Thomka Hanna    | Molnár- Thomka Hanna    | Salander Dorina     | 3-4      |                 |                    |          | Molnár- Thomka Hanna | Futópálya    |
| 4   | 18-20  | Bajnokok       | 15-13 (2-1) | Tengeralattjáró  | Herczeg-Kis Bálint        | Molnár- Thomka Hanna    | Molnár- Thomka Hanna    | Salander Dorina     | 3-4      |                 |                    |          | Molnár- Thomka Hanna | Futópálya    |
| 5   | 23-25  | Bajnokok       | 16-8 (2-1)  | Futópálya        | Besenyei Boglárka         | Pap Dorka               | Pap Dorka               | Derzsi Viktória     | 4-2      |                 |                    |          | Derzsi Viktória      | Pálmasor     |
| 5   | 23-25  | Bajnokok       | 13-9 (2-1)  | Apokalipszis     | Besenyei Boglárka         | Pap Dorka               | Pap Dorka               | Derzsi Viktória     | 4-2      |                 |                    |          | Derzsi Viktória      | Pálmasor     |
| 6   | 28-30  | Bajnokok       | 14-9 (2-0)  | Mocsár           | Besenyei Boglárka         | Kása András             | Ungvári Miklós          |                     | 4-0      |                 |                    |          | Ungvári Miklós       | Erő          |
| 6   | 28-30  | Kihívók        | 14-6 (2-0)  | Bánya            | Jósa Dániel               | Kása András             | Ungvári Miklós          |                     | 4-0      |                 |                    |          | Ungvári Miklós       | Erő          |
| 7   | 33-35  | Bajnokok       | 14-10 (2-0) | Tengeralattjáró  | Besenyei Boglárka         | Salander Dorina         | Salander Dorina         | Pap Dorka           | 1-3      | Salander Dorina | Rákóczi Renáta     | 4-2      | Rákóczi Renáta       | Egyensúly    |
| 7   | 33-35  | Kihívók        | 15-13 (2-1) | Futópálya        | Somhegyi Krisztián        | Rákóczi Renáta          | Rákóczi Renáta          | Ujvári Izabella     | 2-3      | Salander Dorina | Rákóczi Renáta     | 4-2      | Rákóczi Renáta       | Egyensúly    |
| 8   | 38-40  | Kihívók        | 13-13 (2-1) | Exatlon City     | Somhegyi Krisztián        | Virág András            | Virág András            | Jósa Dániel         | 2-5      |                 |                    |          | Virág András         | Konténer     |
| 8   | 38-40  | Kihívók        | 14-11 (2-1) | Drótkötél        | Somhegyi Krisztián        | Virág András            | Virág András            | Jósa Dániel         | 2-5      |                 |                    |          | Virág András         | Konténer     |
| 9   | 43-45  | Kihívók        | 12-11 (2-1) | Tengeralattjáró  | Somhegyi Krisztián        | Tóth Janka              | Tóth Janka              | Ujvári Izabella     | 1-3      | Salander Dorina | Tóth Janka         | 3-5      | Salander Dorina      | Egyensúly    |
| 9   | 43-45  | Bajnokok       | 14-6 (2-0)  | Trambulin        | Herczeg-Kis Bálint        | Salander Dorina         | Salander Dorina         | Huszti Katalin      | 1-3      | Salander Dorina | Tóth Janka         | 3-5      | Salander Dorina      | Egyensúly    |
| 10  | 48-50  | Bajnokok       | 13-15 (2-1) | Toronyház        | Besenyei Boglárka         | Provoda Jodes           | Provoda Jodes           | Kása András         | 1-3      | Provoda Jodes   | Somhegyi Krisztián | 0-4      | Provoda Jodes        | Trambulin    |
| 10  | 48-50  | Kihívók        | 10-12 (2-1) | Apokalipszis     | Jósa Dániel               | Tóth Dávid              | Tóth Dávid              | Somhegyi Krisztián  | 3-2      | Provoda Jodes   | Somhegyi Krisztián | 0-4      | Provoda Jodes        | Trambulin    |
| 11  | 53-54  | Kihívók        | 10-7        | Bánya            | Jósa Dániel               | Tóth Janka              | Tóth Janka              | Szabó Dorottya      | 5-3      |                 |                    |          | Szabó Dorottya       | Futópálya    |
| 11  | 55     | Kihívók        | 10-0        | Exatlon City     | Jósa Dániel               | Tóth Dávid              | Tóth Dávid              | Kempf Zozo          | 2-4      |                 |                    |          | Tóth Dávid           | Exatlon City |
| 12  | 58-59  | Bajnokok       | 10-5        | Nagycsúszda      | Szente Gréta              | Huszti Katalin          | Huszti Katalin          | Besenyei Boglárka   | 1-6      |                 |                    |          | Huszti Katalin       | Egyensúly    |
| 12  | 60     | Bajnokok       | 10-9        | Konténer         | Szente Gréta              | Kása András             | Kása András             | Rozs Gergely        | 0-4      |                 |                    |          | Kása András          | Konténer     |
| 13  | 63-64  | Kihívók        | 10-6        | Futópálya        | Jósa Dániel               | Tóth Janka              | Tóth Janka              | Ujvári Izabella     | 2-5      |                 |                    |          | Tóth Janka           | Trambulin    |
| 13  | 65     | Kihívók        | 10-8        | Bánya            | Jósa Dániel               | Kempf Zozo              | Kempf Zozo              | Somhegyi Krisztián  | 2-6      |                 |                    |          | Kempf Zozo           | Bánya        |

Ha egy párbajon egy versenyző 4 pontnál többet szerzett, az abból adódott, hogy ellenfele medálokat használt fel plusz életért cserébe.

## Nemzetközi mérkőzések

### Selejtező
| Hét | Epizód | Hazai válogatott   | Hazai válogatott   | Vendég válogatott | Vendég válogatott | Pálya     |
| Hét | Epizód | Női                | Férfi              | Női               | Férfi             | Pálya     |
| --- | ------ | ------------------ | ------------------ | ----------------- | ----------------- | --------- |
| 5   | 21     | Dr. Busa Gabriella | Jósa Dániel        | Daniela Reza      | Jair Cervantes    | Drótkötél |
| 5   | 21     | Tóth Janka         | Kempf Zozo         | Paulina Martínez  | Antonio González  | Drótkötél |
| 5   | 21     | Huszti Katalin     | Somhegyi Krisztián | Mariana Khalil    | Ramiro Garza      | Drótkötél |
| 5   | 21     | Salander Dorina    | Virág András       | Tanya Nuñez       | Uriel Pizarro     | Drótkötél |
| 5   | 21     | Szente Gréta       | Herczeg-Kis Bálint |                   |                   | Drótkötél |

### Nemzetek Viadala
| Hét | Epizód | Nyertes ország | Vesztes ország | Eredmény | Pálya        |
| --- | ------ | -------------- | -------------- | -------- | ------------ |
| 5   | 21     | Magyarország   | Mexikó         | 10-9     | Exatlon City |

## Egyéni játék

### Selejtező
| Hét | Epizód | Selejtező          | Selejtező          | Selejtező   | Selejtező    | Selejtező          | Pontszám  | Párbaj            | Párbaj          | Pontszám | Kieső           | Pálya        |
| --- | ------ | ------------------ | ------------------ | ----------- | ------------ | ------------------ | --------- | ----------------- | --------------- | -------- | --------------- | ------------ |
| 14  | 66     | Besenyei Boglárka  | Dr. Busa Gabriella | Pap Dorka   | Szente Gréta | Ujvári Izabella    | 3-4-4-4-2 | Besenyei Boglárka | Ujvári Izabella | 5-3      | Ujvári Izabella | Exatlon City |
| 14  | 66     | Herczeg-Kis Bálint | Jósa Dániel        | Nagy Dániel | Rozs Gergely | Somhegyi Krisztián | 4-3-4-0-4 | Jósa Dániel       | Rozs Gergely    | 7-4      | Rozs Gergely    | Exatlon City |

Ha egy párbajon egy versenyző 4 pontnál többet szerzett, az abból adódott, hogy ellenfele medálokat használt fel plusz életért cserébe. A párbaj pontszámaiba a selejtező pontszámai is beletartoznak.

### Négyek viadala
| Hét | Epizód | Versenyző          | Kapott élet | Megmaradt élet | Pálya           |
| --- | ------ | ------------------ | ----------- | -------------- | --------------- |
| 14  | 67     | Besenyei Boglárka  | 3           | 0              | Tengeralattjáró |
| 14  | 67     | Dr. Busa Gabriella | 3           | 1              | Tengeralattjáró |
| 14  | 67     | Pap Dorka          | 3           | 0              | Tengeralattjáró |
| 14  | 67     | Szente Gréta       | 3           | 0              | Tengeralattjáró |
| 14  | 67     | Herczeg-Kis Bálint | 3           | 3              | Tengeralattjáró |
| 14  | 67     | Jósa Dániel        | 3           | 0              | Tengeralattjáró |
| 14  | 67     | Nagy Dániel        | 3           | 0              | Tengeralattjáró |
| 14  | 67     | Somhegyi Krisztián | 3           | *1             | Tengeralattjáró |

*Somhegyi Krisztián sérülés végett nem tudta folytatni a négyek viadalát, ezért maradt neki 1 darab élete.

### Hármak viadala
| Hét                        | Epizód                     | Versenyző                  | Kapott élet                | Megmaradt élet             | Pálya                      |
| A legjobb háromba jutásért | A legjobb háromba jutásért | A legjobb háromba jutásért | A legjobb háromba jutásért | A legjobb háromba jutásért | A legjobb háromba jutásért |
| -------------------------- | -------------------------- | -------------------------- | -------------------------- | -------------------------- | -------------------------- |
| 14                         | 68                         | Besenyei Boglárka          | 3                          | 0                          | Arany                      |
| 14                         | 68                         | Pap Dorka                  | 3                          | 0                          | Arany                      |
| 14                         | 68                         | Szente Gréta               | 3                          | 2                          | Arany                      |
| 14                         | 68                         | Jósa Dániel                | 3                          | 0                          | Arany                      |
| 14                         | 68                         | Nagy Dániel                | 3                          | 2                          | Arany                      |
| 14                         | 68                         | Somhegyi Krisztián         | 3                          | 0                          | Arany                      |
| Végső viadal               |                            |                            |                            |                            |                            |
| 14                         | 69                         | Besenyei Boglárka          | 4                          | 0                          | Konténer                   |
| 14                         | 69                         | Dr. Busa Gabriella         | 4                          | 0                          | Konténer                   |
| 14                         | 69                         | Szente Gréta               | 4                          | 1                          | Konténer                   |
| 14                         | 69                         | Herczeg-Kis Bálint         | 4                          | 1                          | Konténer                   |
| 14                         | 69                         | Jósa Dániel                | 4                          | 0                          | Konténer                   |
| 14                         | 69                         | Nagy Dániel                | 4                          | 0                          | Konténer                   |

### Dupla párbaj
| Hét                        | Epizód                     | 1. résztvevő               | 2. résztvevő               | Pontszám                   | Kieső                      | Pálya                      |
| A legjobb háromba jutásért | A legjobb háromba jutásért | A legjobb háromba jutásért | A legjobb háromba jutásért | A legjobb háromba jutásért | A legjobb háromba jutásért | A legjobb háromba jutásért |
| -------------------------- | -------------------------- | -------------------------- | -------------------------- | -------------------------- | -------------------------- | -------------------------- |
| 14                         | 68                         | Pap Dorka                  | Besenyei Boglárka          | 3-6                        | Pap Dorka                  | Egyensúly                  |
| 14                         | 68                         | Jósa Dániel                | Somhegyi Krisztián         | 4-1                        | Somhegyi Krisztián         | Egyensúly                  |
| Elődöntő                   |                            |                            |                            |                            |                            |                            |
| 14                         | 70                         | Dr. Busa Gabriella         | Besenyei Boglárka          | 5-1                        | Besenyei Boglárka          | Pálmasor                   |
| 14                         | 70                         | Jósa Dániel                | Nagy Dániel                | 5-4                        | Nagy Dániel                | Pálmasor                   |

Ha egy párbajon egy versenyző 4 pontnál többet szerzett, az abból adódott, hogy ellenfele medálokat használt fel plusz életért cserébe. Az elődöntőben már nem lehetett felhasználni medálokat.

### Szuperdöntő
| Hét | Epizód | 1. résztvevő       | 2. résztvevő       | Pontszám (Szettszám) | Győztes      | 2. helyezett       | Pályák                                 |
| --- | ------ | ------------------ | ------------------ | -------------------- | ------------ | ------------------ | -------------------------------------- |
| 14  | 70-71  | Szente Gréta       | Dr. Busa Gabriella | 10-4 (2-0)           | Szente Gréta | Dr. Busa Gabriella | Arany Bánya                            |
| 14  | 70-71  | Herczeg-Kis Bálint | Jósa Dániel        | 10-11 (1-2)          | Jósa Dániel  | Herczeg-Kis Bálint | Tengeralattjáró Apokalipszis Futópálya |